# 124
- Wikisource

| Calendário gregoriano                                                        | 124 CXXIV                     |
| Ab urbe condita                                                              | 877                           |
| Calendário arménio                                                           | -428 – -427                   |
| Calendário bahá'í                                                            | -1720 – -1719                 |
| Calendário budista                                                           | 668                           |
| Calendário chinês                                                            | 2820 – 2821                   |
| Calendário copta                                                             | -160 – -159                   |
| Calendário etíope                                                            | 116 – 117                     |
| Calendários hindus - Vikram Samvat - Calendário nacional indiano - Cáli Iuga | 179 – 180 45 – 46 3224 – 3225 |
| Calendário Holoceno                                                          | 10124                         |
| Calendário islâmico                                                          | 514 BH – 513 BH               |
| Calendário judaico                                                           | 3884 – 3885                   |
| Calendário persa                                                             | 498 BP – 497 BP               |
| Calendário rúnico                                                            | 374                           |
| Calendário solar tailandês                                                   | 667                           |

124 (CXXIV, na numeração romana) foi um ano bissexto do século II que começou numa sexta-feira, segundo o calendário juliano.  Segundo o horóscopo chinês, foi o ano do Rato.
| Ano completo                      |
| --------------------------------- |
| Ano bissexto com início ao sábado |

## Eventos

### Império Romano
- Imperador Adriano começa a reconstruir Templo de Zeus Olímpico em Atenas.
- Antínoo se torna o companheiro de Adriano em suas jornadas pelo Império Romano.
- Durante uma viagem à Grécia, Adriano participa de ritos antigos conhecidos como Mistérios de Elêusis.

### Ásia
- No nordeste da Índia, Nahapana, rei dos Citas, é derrotado e morre em batalha enquanto enfrentava o Rei Andhra Gautamiputra Satakarni. Sua derrota destrói a dinastia Cita de Ksaharâtas.

## Mortes
- Nahapana, rei dos Citas
- Marco Ânio Vero, pai de Marco Aurélio